# Josef Frechen
Josef Frechen (* 17. November 1906 in Bonn; † 22. März 1989) war ein deutscher Geologe, Petrograph und Mineraloge. Er war Professor für Petrologie an der Universität Bonn.
Er befasste sich insbesondere mit dem Eifel-Vulkanismus.

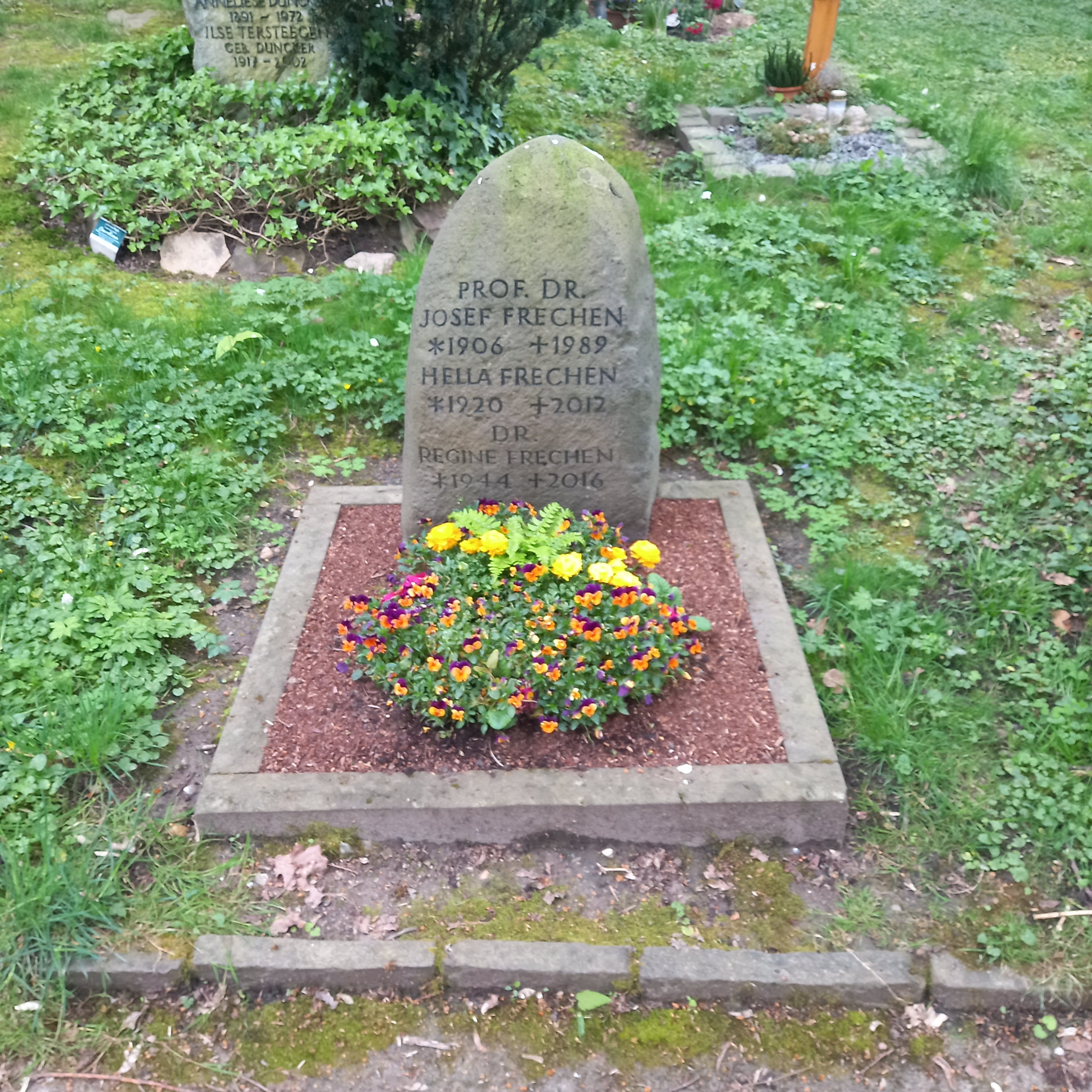
Das Grab von Josef Frechen und seiner Ehefrau Hella im Familiengrab auf dem Poppelsdorfer Friedhof in Bonn

## Schriften
- mit Carl Mordziol: Der rheinische Bimsstein : mit einer geologischen Einführung, Wittlich: Fischer 1953
- Siebengebirge am Rhein—Laacher Vulkangebiet—Maargebiet der Westeifel. Borntraeger, Sammlung Geologischer Führer 56, 3. Auflage 1977
- mit Georg Knetsch, Michael Hopmann: Die vulkanische Eifel, Bonn, Wilhelm Stollfuss 1960